# Osmar de Aquino Araújo
Osmar de Aquino Araújo (Guarabira, 11 de dezembro de 1916 — 8 de maio de 1980) foi um político e advogado brasileiro.
Filho de um fazendeiro em Guarabira, [Osório de Aquino Torres e de Maria Benevides de Aquino, irmão de Maria do Carmo, Mercedes e Helena, casado com  a senhora Miriam Melo de Aquino. Viveu a infância em Guarabira, cursando o primário nessa cidade com sua mãe, tendo, posteriormente, concluído seu curso secundário na capital João Pessoa.
Seu avô paterno, Antônio Manuel de Aquino e Silva, foi prefeito de Guarabira por duas vezes, sendo o seu o chefe político por muito tempo.
Fez o curso de direito na Faculdade de Direito do Recife, no período de 1934 a 1938.
Na universidade fez parte do movimento estudantil, sendo eleito para o diretório no primeiro ano de curso. No movimento, integrou-se à corrente de esquerda.
Ao término do curso, voltou a Guarabira para formar uma bancada de advogado que cobria toda a região do brejo paraibano, se dedicando integralmente à profissão, exercendo advocacia geral, todavia, tendo maior interesse por Direito Penal
Em 1940 foi nomeado prefeito de Guarabira pelo governador Rui Carneiro, onde passou apenas três meses, demitindo-se por insatisfação pessoal.
Em 1945, entra na vida partidária filiando-se à UDN, onde lutou pela redemocratização do país e deu os primeiros passos para a formação da Esquerda democrática, que posteriormente tornou-se Partido Socialista Democrático. A esquerda democrática era constituída por setores progressistas, inclusive de esquerda, que lutavam contra o Estado Novo. No UDN da Paraíba, pertencia a ala de José Américo, sendo este quem o indicou a ser candidato a deputado federal naquele ano.
Participou, em 1946, da campanha de Osvaldo Trigueiro.
Foi eleito com vinte e nove anos, sendo, junto com Aluísio Alves, os deputados mais jovens do Brasil. Foi o sétimo mais votado da Paraíba. A UDN conseguiu nessa eleição, eleger sete deputados federais e dois senadores.
Fora indicado por José Américo junto com Otávio Mangabeira para a grande Comissão Constitucional. No entanto, ponderou e, por ser novo, tanto na idade quanto na vida política, sugeriu que fosse indicado em seu lugar Argemiro de Figueiredo. Todavia, participou ativamente dos debates políticos, não tendo emendas aceitas por serem consideradas muito polêmicas, como, por exemplo, uma extinguia a fiança em dinheiro.